# 아라리오 갤러리
아라리오갤러리는 아라리오 천안 갤러리를 중심으로, 서울, 천안, 중국 상하이에 위치한 갤러리이다. 현대미술을 주로 다루며, 현재 국내에 소개된 적 없는 인도 및 동남아시아 작가들을 주로 한국 미술계에 소개하고 있다.

## 아라리오 갤러리 천안

### 아라리오 조각공원
1989년, 주식회사 아라리오가 천안종합버스터미널을 운영하기 시작하면서 아라리오 조각공원이 조성되었다. 조각가 아르망 페르난데스의 <수백만 마일>, 데미안허스트 <채러티>, <찬가>, 키스 해링, 수보드 굽타 <Line of control>이 설치되어 있다. 한때 40여명의 작품 140여점이 전시되기도 했으나 교체 설치를 통해 작품 수를 줄였다. 

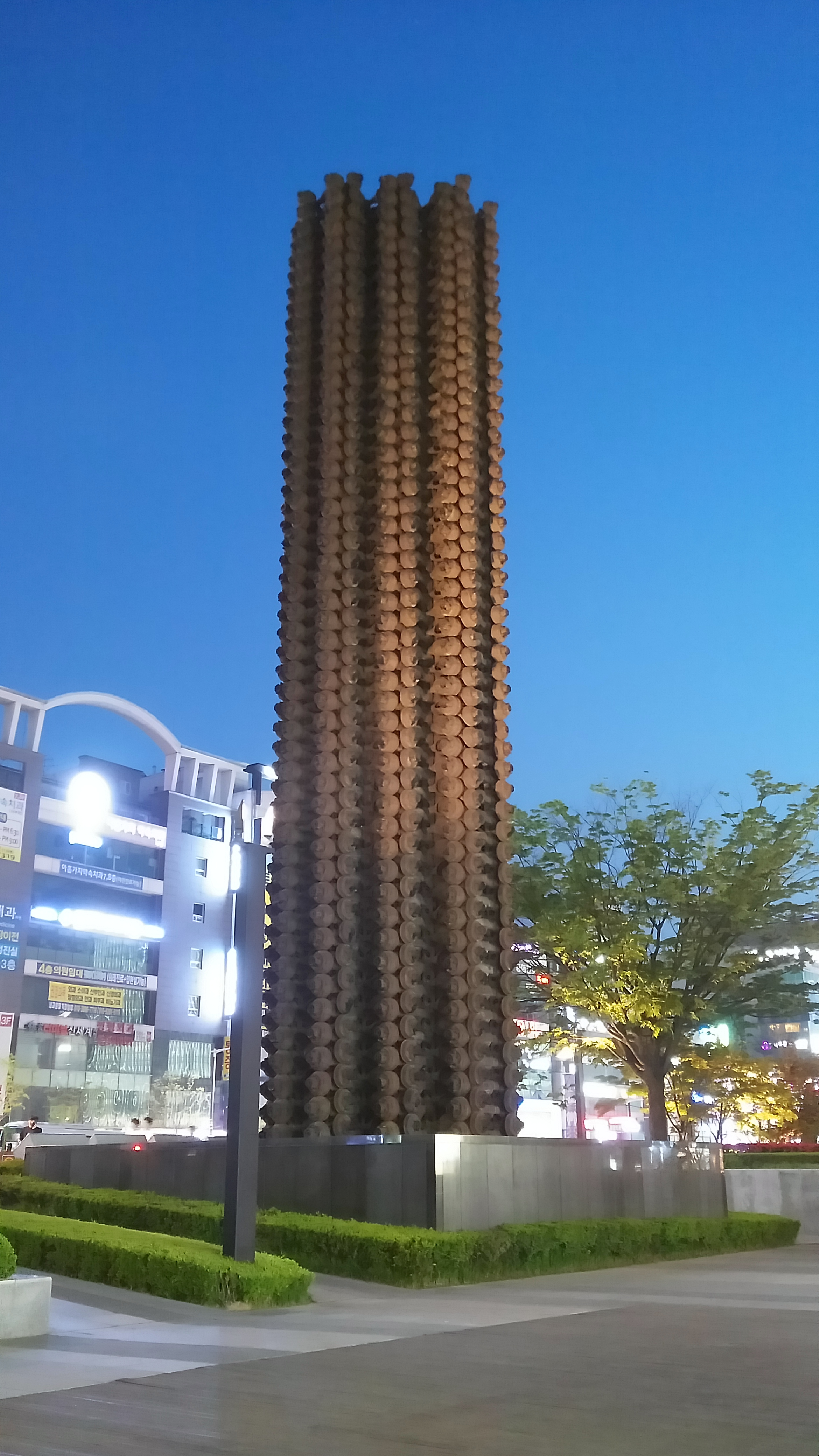
아르망 페르난데스의 <수백만 마일>

### 아라리오 갤러리 천안
2002년 12월 11일 <키이스 헤링: THE PUBLIC ARTIST> 개관전을 시작으로 지속적인 전시를 개최하고 있다.

## 아라리오 갤러리 서울
아라리오 갤러리 서울점은 삼청동에 위치한 아라리오 갤러리 서울과 홍대지역의 아라리오갤러리 서울 라이즈 호텔이 있다.
아라리오 갤러리 서울은 2006년 4월 6일 서울 소격동에 처음 개관했다. 서울 사간동 화랑가 뒤 풍문여고 근처 옛 목욕탕 건물을 리모델링했고, 2층건물로 약 80평 규모이다. 이후 2014년 3월 삼청동에 개관했다.
아라리오갤러리 서울 라이즈 호텔은 2018년 4월부터 2019년 11월까지 1년 6개월 동안 팝업 형태로 개관했다.

## 아라리오 갤러리 중국
아라리오 갤러리 중국지점은 여러 이전을 경험했다. 첫 시작은 베이징으로 2005년 12월 10일부터 2012년까지 베이징 지우창, 2014년 8월부터 2017년 6월까지 상하이 쉬쟈후이헝산팡로 그리고 2017년 7월부터 현재까지 상하이 웨스트번드로 이전하여 개관하였다.